# ボクの就職
ボクの就職（ぼくのしゅうしょく）は、TBS系列で1994年4月10日～6月26日に東芝日曜劇場枠で放送されたテレビドラマ。

## 概要
融通が利かない頑固者の浩一郎の息子の浩介が、浩一郎の親友の松郎が経営する会社に入社をし、さまざまな困難を乗り越えていくドラマ。緒形直人の正義感が溢れる演技と渡瀬恒彦の筋が通っている演技や忌野清志郎の飄々たる演技も受けた。また、かたせ梨乃扮するガミガミ言う上司の演技も度肝を抜いた。新人だった竹野内豊はこの作品がデビュー作。

## キャスト
- 西条浩介：緒形直人

カネ正食品の新入社員。
- 西条浩一郎：渡瀬恒彦

浩介の父。エリート銀行マン。
- 宝田絹子：かたせ梨乃

カネ正食品の営業部長。浩介の上司。浩一郎の将棋仲間。
- 大山得夫：大森嘉之

カネ正食品の新入社員。
- 菊島ちあき：白島靖代

カネ正食品の開発部のマドンナ。
- 中山功：斎藤洋介

カネ正食品の総務部長。
- 白井龍二：小野武彦

カネ正食品の営業部課長。
- 東涼子：水島かおり

浩介の姉。夫・あきらとは別居中。
- 加藤陽子：茅島成美

松郎の妻。
- 佐々木三四郎：竹野内豊（新人）

カネ正食品の新入社員。
- 加藤亜紀子：土屋久美子

松郎の娘。浩介に片想いする。
- 佐藤：広岡由里子

カネ正食品の開発部社員。
- 土井：住田隆

カネ正食品の営業部社員
- 野木：浅野和之

カネ正食品の営業部社員。
- 東もも：石橋ゆうか

あきらと涼子の娘。
- 東あきら：忌野清志郎

涼子の夫。職を転々としているため、浩一郎にはいい顔をされない。
- 加藤松郎：伊東四朗

カネ正食品社長。十年前に絶交した浩一郎の友人。

### ゲスト
- 岡本：渡辺哲（第３話）

東洋ストアの店長。
- 雑誌の編集者：岡本麻弥（第６話）

## 主題歌
- 「サラリーマン」忌野清志郎

## スタッフ
- 脚本：竹山洋
- プロデュース：堀川とんこう
- 監督：大岡進、戸髙正啓、大木一史、山崎恆成

## 受賞歴
- 第1回ザテレビジョンドラマアカデミー賞
  - タイトルバック賞[1]

## サブタイトル
| 各話                                                       | 放送日        | サブタイトル             | 演出     | 視聴率 |
| ---------------------------------------------------------- | ------------- | ------------------------ | -------- | ------ |
| 第1話                                                      | 1994年4月10日 | 恐怖の初出勤             | 大岡進   | 13.0%  |
| 第2話                                                      | 1994年4月17日 | 涙の猛特訓               | 大岡進   | 17.8%  |
| 第3話                                                      | 1994年4月24日 | 愛と哀しみの初任給       | 戸髙正啓 | 15.7%  |
| 第4話                                                      | 1994年5月01日 | 難関突破ゲーム           | 大林一史 | 14.9%  |
| 第5話                                                      | 1999年5月08日 | エリート失脚             | 大林一史 | 13.6%  |
| 第6話                                                      | 1999年5月15日 | あゝ自社製品             | 大岡進   | 15.2%  |
| 第7話                                                      | 1994年5月22日 | 人事異動リスト           | 戸髙正啓 | 17.3%  |
| 第8話                                                      | 1994年5月29日 | 女部長、乱れる           | 大林一史 | 16.8%  |
| 第9話                                                      | 1994年6月05日 | 友情かビジネスか         | 大岡進   | 15.5%  |
| 第10話                                                     | 1999年6月12日 | 逃げるな、浩介           | 戸髙正啓 | 19.1%  |
| 第11話                                                     | 1999年6月19日 | 息子の敗北               | 大林一史 | 18.6%  |
| 最終話                                                     | 1994年6月26日 | サラリーマンが、好きです | 大岡進   | 19.6%  |
| 平均視聴率 16.4%（視聴率は関東地区・ビデオリサーチ社調べ） |               |                          |          |        |